# Éloi Monod
Pour les articles homonymes, voir Monod.
Éloi Monod, né le 8 mars 1918 à la Ciotat et mort le 10 novembre 2007 à Cannes,, est le fondateur en 1956 de la verrerie de Biot dans les Alpes-Maritimes. 
Il a été le précurseur du renouveau de la verrerie artisanale d'art en France.  
De 1961 à 1971, Éloi Monod a été maire de Biot sous l'étiquette du Parti communiste français.

## Biographie
Éloi Monod est le fils du docteur Gérard Monod. Il est membre d'une grande famille qui compte plusieurs pasteurs, scientifiques, médecins et hommes politiques : Théodore Monod naturaliste et explorateur, Jacques Monod médecin et prix Nobel, Jérôme Monod industriel et homme politique, Philippe de Broca et Jean-Luc Godard metteurs en scène de cinéma.
Il épouse Lucette Augé-Laribé (1921-2011). Ensemble ils auront cinq enfants dont Claude, et Véronique qui le suivront dans le métier du verre.
Après être sorti major de l'École de céramique de Sèvres (ECS) qui devient l'École nationale supérieure de céramique industrielle (ENSCI) en 1955, il est engagé à la Poterie Provençale où il rencontre Lucette Augé-Laribé, la fille du propriétaire. Ne pouvant pas prendre la succession de son beau-père, il s'intéresse au verre en particulier, grâce à l'influence d'Étienne Noël, artiste peintre potier et verrier installé à Dieulefit. Il crée en 1956 une verrerie avec Fidel Lopez maitre verrier installé à Vénissieux dont la verrerie venait de fermer qui lui apportera sa connaissance de la fabrication du verre et des fours et Raymond Winnowski jeune souffleur de verre.
Après avoir produit une ligne d'objet aux formes provençales, il met au point un procédé d'incorporation volontaire de bulles en utilisant du bicarbonate de soude qui deviendra la signature de la fabrique.
Étant la seule fabrique de verre soufflé artisanale en activité et ayant besoin d'une main d’œuvre importante, nombreux seront ceux qui à l'instar de Jean-Claude Novaro, vont faire leurs premières armes de verriers à commencer par ses propres enfants, Claude et Véronique. En 1970 il conseille Claude Morin en cours de reconversion à Dieulefit sur la pratique du verre artisanal.  
La verrerie sera reprise en 1974 par la famille Lechaczynski qui accélère le développement commercial en l'agrandissant considérablement. Ils ouvrent une Galerie Internationale du Verre qui apporte à Biot une dimension artistique et internationale.